# Jean Baptiste Okello
Jean Baptiste Okello (Lira, 10 aprile 1940) è un ex ostacolista e velocista ugandese.

## Biografia
Partecipò ai Giochi olimpici di Roma 1960 dove raggiunse la semifinale dei 110 metri ostacoli. Il suo tempo, 14"4 (14"48), costituì il nuovo record nazionale della specialità, a tutto il 2021 rimasto imbattuto.

## Palmarès
| Anno | Manifestazione  | Sede | Evento    | Risultato  | Prestazione | Note  |
| ---- | --------------- | ---- | --------- | ---------- | ----------- | ----- |
| 1960 | Giochi olimpici | Roma | 110 m hs  | Semifinale | 14"4        | [ 2 ] |
| 1960 | Giochi olimpici | Roma | 4 × 100 m | Batteria   | dq          | [ 3 ] |